# Campionato di calcio della Federazione calcistica dell'Asia orientale
Il campionato di calcio della Federazione calcistica dell'Asia orientale (in inglese EAFF E-1 Football Championship), già noto come Coppa dell'Asia orientale, è un torneo calcistico riservato alle nazionali dell'Asia orientale, organizzato dall'EAFF.
La competizione prevede sia il torneo maschile sia quello femminile, disputatisi per la prima volta rispettivamente nel 2003 e nel 2005.
Cina, Corea del Sud e Giappone partecipano alla competizione di diritto, mentre le rimanenti squadre, ossia Taipei cinese, Corea del Nord, Guam, Hong Kong, Mongolia e Macao, devono prima passare attraverso una fase di qualificazione.
Prima della fondazione dell'EAFF, costituita nel 2002, si disputava la Coppa Dinastia, che coinvolgeva quattro nazionali dell'Asia orientale e si è tenuta dal 1990 al 1998.

## Torneo maschile
| Anno | Ospitante     | Vincitore     | 2º posto      | 3º posto       | 4º posto       |
| ---- | ------------- | ------------- | ------------- | -------------- | -------------- |
| 2003 | Giappone      | Corea del Sud | Giappone      | Cina           | Hong Kong      |
| 2005 | Corea del Sud | Cina          | Giappone      | Corea del Nord | Corea del Sud  |
| 2008 | Cina          | Corea del Sud | Giappone      | Cina           | Corea del Nord |
| 2010 | Giappone      | Cina          | Corea del Sud | Giappone       | Hong Kong      |
| 2013 | Corea del Sud | Giappone      | Cina          | Corea del Sud  | Australia      |
| 2015 | Cina          | Corea del Sud | Cina          | Corea del Nord | Giappone       |
| 2017 | Giappone      | Corea del Sud | Giappone      | Cina           | Corea del Nord |
| 2019 | Corea del Sud | Corea del Sud | Giappone      | Cina           | Hong Kong      |
| 2022 | Giappone      | Giappone      | Corea del Sud | Cina           | Hong Kong      |
| 2025 | Corea del Sud | Giappone      | Corea del Sud | Cina           | Hong Kong      |

## Torneo femminile
| Anno | Ospitante     | Vincitore      | 2º posto       | 3º posto      | 4º posto      |
| ---- | ------------- | -------------- | -------------- | ------------- | ------------- |
| 2005 | Corea del Sud | Corea del Sud  | Corea del Nord | Giappone      | Cina          |
| 2008 | Cina          | Giappone       | Corea del Nord | Cina          | Corea del Sud |
| 2010 | Giappone      | Giappone       | Cina           | Corea del Sud | Taipei cinese |
| 2013 | Corea del Sud | Corea del Nord | Giappone       | Corea del Sud | Cina          |
| 2015 | Cina          | Corea del Nord | Corea del Sud  | Giappone      | Cina          |
| 2017 | Giappone      | Corea del Nord | Giappone       | Cina          | Corea del Sud |
| 2019 | Giappone      | Giappone       | Corea del Sud  | Cina          | Taipei cinese |
| 2022 | Giappone      | Giappone       | Cina           | Corea del Sud | Taipei cinese |

## Medagliere

### Torneo maschile
| Squadra        | 1° | 2° | 3° | 4° |
| -------------- | -- | -- | -- | -- |
| Corea del Sud  | 5  | 2  | 1  | 1  |
| Giappone       | 3  | 5  | 1  | 1  |
| Cina           | 2  | 2  | 5  | -  |
| Corea del Nord | -  | -  | 2  | 1  |
| Hong Kong      | -  | -  | -  | 4  |
| Australia      | -  | -  | -  | 1  |

### Torneo femminile
| Squadra        | 1° | 2° | 3° | 4° |
| -------------- | -- | -- | -- | -- |
| Giappone       | 4  | 2  | 2  | -  |
| Corea del Nord | 3  | 2  | -  | -  |
| Corea del Sud  | 1  | 2  | 3  | 2  |
| Cina           | -  | 2  | 3  | 3  |
| Taipei cinese  | -  | -  | -  | 3  |